# André Berne-Joffroy
Pour les articles homonymes, voir Berne (homonymie) et Joffroy.
André Berne-Joffroy, né le 11 avril 1915 à Paris et mort le 19 mars 2007 dans la même ville, est un écrivain et critique littéraire et artistique français.

## Biographie
Orphelin de père, pupille de la Nation, il obtient en 1941 – après trois années infructueuses en médecine qui lui permettent de passer la « drôle de guerre » comme ambulancier – un diplôme d'études supérieures de philosophie. Il rencontre le critique Félix Fénéon et lui présente des poèmes ; il devient l'ami de François Michel et de Francis Ponge, il entre dans le monde littéraire en lisant le journal d'André Gide. Daniel-Rops lui commande, chez Albin-Michel, un livre sur Paul Valéry, qui plaît suffisamment au poète pour qu'il accepte de l'augmenter d'un inédit.
Les fonctions d'André Berne-Joffroy ont toujours été moins importantes que son influence. Il travaille durant vingt-cinq ans au Musée d'art moderne de la ville de Paris comme chargé de mission, à l'époque où René Héron de Villefosse en est le conservateur. Il met sur pied nombre d'expositions marquantes : Lam, Matta et Penalba en 1968, Kandinsky en 1972, Music en 1972-1973, Hartung en 1980. Mais les plus importantes de ses initiatives sont présentées en dehors de son musée d'attache : Pierre Loeb à la galerie Loeb en 1979, véritable exposition sur les expositions, Mondrian au musée de l'Orangerie, avec Michel Seuphor (il s'agit de la première rétrospective française consacrée à ce peintre), Jean Paulhan à travers ses peintres au Grand Palais en 1974.
Il attache définitivement son nom à la redécouverte de Caravage, avec la publication en 1959 du livre Le Dossier Caravage aux éditions de Minuit, livre orienté contre le critique Berenson et repris en 1999 chez Flammarion dans une collection dirigée par Yves Bonnefoy.
Parallèlement à ses activités d'organisateur d'expositions, il joue un rôle important dans l'édition des papiers d'Antonin Artaud, dont il conserve une partie dans sa salle de bains, puis dans l'affaire du faux Rimbaud, La Chasse spirituelle, enfin dans la succession d'Henri Calet ; il est un familier des décades de Cerisy, et un collaborateur régulier de La Nouvelle Revue française dirigée par Jean Paulhan, avant de devenir le président, puis le président d'honneur de la Société des lecteurs de Jean Paulhan.

## Œuvres
- Paul Valéry, Paris, Plon, 1944.
- Paul Valéry vivant, Marseille, Les Cahiers du Sud, 1946.
- Le Dossier Caravage, Paris, Éditions de Minuit, 1959 (puis Flammarion, 1999).
- Jean Paulhan à travers ses peintres, Paris, Éditions des Musées nationaux, 1974.
- « Scolies et digressions », Cahiers Jean Paulhan no 3, Gallimard, 1984, p. 193-204.
- Préface à la Vie de Rancé de Chateaubriand, Gallimard, coll. Folio, 1986.